# État de Faridkot
1763 – 1947
Entités précédentes :
- Raj britannique

Entités suivantes :
- Inde

Faridkot est un ancien État princier des Indes, aujourd'hui au Pendjab.

## Histoire
Kapura, un descendant de Jaisal, le fondateur, en 1156, de la principauté de Jaisalmer crée en 1643 la principauté de Kot Kapura qui se séparera en deux États en 1763 : Kot Kapura qui sera conquis en 1807 par les Sikhs de Lahore, et Faridkot, qui restera dirigé par les Jaisal.
Les rajas de Faridkot montreront leur fidélité aux Britanniques durant les guerres sikhs (Pahar Singh) et durant la révolte des Cipayes (Wazir Singh). Cela leur valut une extension de territoire.

## Liste des sardars, rajas puis maharajas de Faridkot
- Sardâr
  - 1763 - 1782 : Hamir Singh
  - 1782 - 1798 : Mohr Singh
  - 1798 - 1804 : Kharat Singh (+1804)
  - 1804 : Dal Singh (+1804)
  - 1804 - 1826 : Ghulab Singh (v.1797-1826)
  - 1826 - 1827 : Attar Singh (1823-1827)
  - 1827 - 1846 : Pahar Singh (en) (1800-1849)
- Râja
  - 1846 - 1849 : Pahar Singh (en)
  - 1849 - 1874 : Wazir Singh (1811-1874)
  - 1874 - 1898 : Vikram Singh (1842-1898)
  - 1898 - 1906 : Balbir Singh (1870-1906)
  - 1906 - 1918 : Brijendar Singh (1896-1918)
- Mahârâja
  - 1918 - 1918 : Brijendar Singh
  - 1918 - 1948 : Har Indar Singh (1915-1989)